# Ape (film, 2002)
Pour les articles homonymes, voir Ape.
Pour plus de détails, voir Fiche technique et Distribution.
Ape est un court métrage d'animation irlandais réalisé par Rory Bresnihan sorti en 2002.

## Fiche technique
- Titre : Ape
- Réalisation : Rory Bresnihan
- Production : Paddy Breathnach
- Pays :  Irlande
- Date de sortie : 2002

## Distribution
- Alfred Molina : Mendez
- Dom Irrera : Tony
- Michael McElhatton : Dandy Dance